# David Bedford
David Vickerman Bedford (4. srpna 1937 Londýn – 1. října 2011 Bristol) byl britský hudebník a skladatel populární i vážné hudby.
Hudbu studoval na Královské hudební akademii (Royal Academy of Music) v Londýně a následně také v italských Benátkách. Na konci 60. let se podílel na albu Kevina Ayerse Joy of a Toy, kde hrál na klávesy. Poté hrál s Ayersovou kapelou The Whole Band.
Právě tam poznal Mika Oldfielda, který v The Whole Band hrál na baskytaru. V roce 1974 upravil do orchestrální podoby Oldfieldovo první album Tubular Bells. On sám dirigoval orchestr a vzniklo tak album The Orchestral Tubular Bells. Do orchestrální podoby převedl i Hergest Ridge. S Oldfieldem spolupracoval i později (nazpíval A stranu Oldfieldova singlu „Don Alfonso“, podílel se na soundtracku The Killing Fields).
Spolupracoval i s dalšími umělci (např. A-ha, Billy Bragg, Frankie Goes to Hollywood nebo Roy Harper).
Zemřel ve věku 74 let na rakovinu plic.